# ستيفن جوردن
ستيفن جوردن (بالإنجليزية: Stephen Jordan)‏ هو لاعب كرة القدم الكندية أمريكي، ولد في 27 أغسطس 1966 في ساكرامنتو في الولايات المتحدة.